# Стадион Авангард (Припјат)
Стадион Авангард (укр. Стадіон «Авангард») је напуштени фудбалски стадион који се налази у Припјату, унутар Чернобиљске зоне искључења. На њему је као домаћин требало да игра ФК Стројитељ из Припјата. На стадиону је одиграно неколико утакмица, али до званичног отварања, које је било заказано за 1. мај 1986, никада није дошло. Стадион је напуштен од 27. априла 1986, када је због Чернобиљске катастрофе евакуисан цели Припјат.
Данас је стадион једно од популарних одредишта за туристе који посећују Припјат. Трибине стадиона су значајно девастиране услед старости и неодржавања, док је на самом фудбалском терену израсло дрвеће.